# 刘晓连
刘晓连（1949年11月—），祖籍河北蠡县，生于辽宁大连，中华人民共和国飞行员、政治人物，中国人民解放军空军指挥学院副院长，少将军衔，中华全国妇女联合会原副主席。1982年在张家口机场空中相撞事故中成功应对突发状况。